# Lovex
Lovex is een rockband uit Tampere, Finland. De groep of band bestaat uit zes leden: Theon McInsane (zang), Vivian Sin'Amor (gitaar), Sammy Black (gitaar), Christian (keyboard), Julian Drain (drum) en Jason (basgitaar). Alle bandleden gebruiken bijnamen of pseudoniemen als vervanging van hun echte namen. Dit is de hoofdreden waarom persoonlijke vragen zelden beantwoord zullen worden door de band.

## Geschiedenis
De band ontstond rond 2001 - 2002 wanneer enkele leden besloten om hun eigen rockband te beginnen. Ze wilden hun passie en liefde voor muziek met de wereld delen, en gewoonweg plezier maken. Sinds 2004 begon de band muziek te schrijven omdat ze graag een album op wilden nemen. Ze slaagden hierin toen ze een platencontract afsloten. In augustus, in het jaar 2005, werd hun eerste single 'Bleeding' uitgebracht. 'Guardian Angel', hun tweede single, werd uitgebracht in januari 2006 en werd een enorme hit in Finland. 'Divine Insanity', het eerste album van de band werd uitgebracht in maart 2006. Gedurende de nationale voorrondes van Euroviisut, eindigde Lovex op de derde plaats met het liedje 'Anyone, Anymore.'

## Singles
| Datum        | Naam                | Land                               |
| ------------ | ------------------- | ---------------------------------- |
| 10.08.2005   | Bleeding            | Finland                            |
| 01.02.2006   | Guardian Angel      | Finland                            |
| 09.08.2006   | Remorse             | Finland                            |
| 09.08.2006   | Die A Little More   | Finland                            |
| Promo-single | Bullet For The Pain | Finland                            |
| 05.01.2007   | Guardian Angel      | Duitsland, Oostenrijk, Zwitserland |
| 21.02.2007   | Anyone, Anymore     | Finland                            |
| 11.05.2007   | Anyone, Anymore     | Duitsland, Oostenrijk, Zwitserland |

## Albums
| Datum      | Naam                                    | Land    |
| ---------- | --------------------------------------- | ------- |
| 01.03.2006 | Divine Insanity                         | Finland |
| 08.11.2006 | Divine Insanity - Special Edition       | Finland |
| 21.02.2007 | Divine Insanity - International Version | Europa  |

## Muziekvideo's
| Jaar | Naam                | Land                                        | Regisseur            |
| ---- | ------------------- | ------------------------------------------- | -------------------- |
| 2005 | Guardian Angel      | Finland                                     | Tuomas "Stobe" Harju |
| 2006 | Bullet For The Pain | Finland                                     | Jan-Niclas Jansson   |
| 2007 | Anyone, Anymore     | Finland, Duitsland, Oostenrijk, Zwitserland | Tuomas "Stobe" Harju |